# Жолыня (гмина)
Жолыня (пол. Żołynia) — сельская гмина (волость) в Польше, входит как административная единица в Ланьцутский повет, Подкарпатское воеводство. Население — 6694 человека (на 2004 год).

## Демография
| Перепись                       | Всего   | Всего | Женщины | Женщины | Мужчины | Мужчины |
| ------------------------------ | ------- | ----- | ------- | ------- | ------- | ------- |
| Единицы                        | человек | %     | человек | %       | человек | %       |
| Население                      | 6694    | 100   | 3400    | 50,8    | 3294    | 49,2    |
| Плотность населения (чел./км²) | 117,9   | 117,9 | 59,9    | 59,9    | 58      | 58      |

## Сельские округа
1. Бжуза-Стадницка
2. Копане-Жолыньске
3. Смоляжины
4. Жолыня

## Соседние гмины
1. Гмина Бялобжеги
2. Гмина Чарна
3. Гмина Гродзиско-Дольне
4. Гмина Лежайск
5. Гмина Ракшава